# Остапенко Максим Анатолійович
Максим Анатолійович Остапенко (нар. 4 серпня 1971, м. Запоріжжя) — український науковець, археолог, культурний діяч, військовослужбовець Збройних сил України. Кандидат історичних наук (2013). Член Національної спілки краєзнавців України. Кавалер ордена «За заслуги» III ступеня (2011). Почесний краєзнавець України (2016)[джерело?].
Генеральний директор Національного заповідника «Києво-Печерська лавра» (28 жовтня 2023 — 22 травня 2025), генеральний директор Національного заповідника «Хортиця» (2007—2022).

## Життєпис
Максим Остапенко народився 4 серпня 1971 року в Запоріжжі.
Закінчив Запорізький національний університет (спеціальність — історик). Від 1989 року працював лісничим відділу охорони природи; молодшим, старшим та провідним науковим співробітником відділу охорони пам'яток історії та культури; завідувачем відділу музею; заступником директора з наукової роботи (2005—2007); генеральним директором (2007—2022) Національного заповідника «Хортиця». 
Перебуваючи на крайній посаді було відкрито: скіфське городище в балці Совутиній; святилище доби бронзи на висоті Брагарня; культові споруди доби бронзи в районі балки Молодняга; підводні археологічні пам'ятки, знайдені в руслі Старого Дніпра: «Запорозька Чайка», бригантина. Був куратором будівництва історико-культурного комплексу «Запорозька Січ».
2012 року обраний головою Запорізької обласної організації Національної спілки краєзнавців України. Після початку повномасштабного російського вторгнення вступив до лав Збройних сил України.
В Національному заповіднику «Києво-Печерська лавра»: виконувач обов'язків генерального директора (від 14 квітня до 28 жовтня 2023 року, генеральний директор (від 28 жовтня 2023
по 22 травня 2025).
Автор понад 30 наукових публікацій.

## Нагороди
- орден «За заслуги» III ступеня (23 серпня 2011) — за значний особистий внесок у становлення незалежності України, утвердження її суверенітету та міжнародного авторитету, заслуги у державотворчій, соціально-економічній, науково-технічній, культурно-освітній діяльності, сумлінне та бездоганне служіння Українському народові[11].